# Aglaja Veteranyi
Aglaja Veteranyi (Bucarest, 17 de mayo de 1962-Zúrich, 3 de febrero de 2002) fue una actriz y escritora suiza de origen rumano.
En su niñez recorrió Europa con su familia de artistas de circo itinerante.
Ella es conocida por su novela ¿Por qué se cuece el niño en la polenta?
En 2002 se suicidó ahogándose en el lago de Zúrich.

## Biografía
Nació en una familia rumana de artistas de circo.
Su padre, Aleksandru Veteranyi (1926-1995), fue conocido por su trabajo como payaso con el nombre de “Tandarica”
y quería que Aglaja se convirtiera en estrella de cine.
Su madre era trapecista (cada noche se colgaba de su larga melena sobre la pista).
Durante toda su infancia, su tía ocupó el lugar de su madre.
En 1967 la familia huyó de Rumanía. En los años siguientes Aglaja Veteranyi se vio obligada a actuar como artista y bailarina. En 1977, con quince años de edad, abandonó a su familia y se instaló sola en Suiza. Aunque debido al frecuente cambio de lugares donde había vivido dominaba el rumano y el español, sus padres nunca la habían enviado a una escuela regular, por lo que era analfabeta.

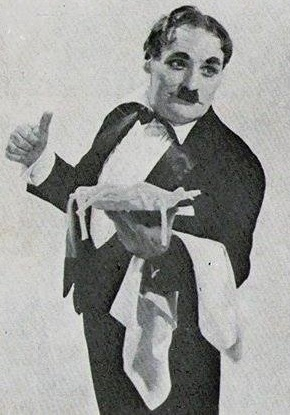
El padre de Aglaja Veteranyi, Alexandru (1926-1995), fue un payaso reconocido en Argentina.

Se formó como actriz en la escuela de teatro de la Comunidad de Zúrich (donde más tarde también daría clases). Ya adulta aprendió de manera autodidacta el idioma alemán hablado y escrito.
Desde 1982, Veteranyi vivió en Zúrich como actriz y escritora independiente.
Tras una sólida formación teatral, se convirtió en actriz y escritora.
Obtuvo la nacionalidad suiza.
Entre 1988 y agosto de 2001 se hizo cargo ―junto con Christian Seiler― de la dirección de la Schauspiel Gemeinschaft Zürich (escuela comunitaria de teatro de Zúrich), hoy llamada Schauspiel Schule Zürich. Publicó numerosos artículos en revistas y antologías y participó en diversos proyectos de teatro.
Junto a René Oberholzer fundó el grupo literario experimental Die Wortpumpe (el surtidor de palabras).
En 1996, con Jens Nielsen creó el grupo de teatro Die Engelmaschine (la máquina del ángel).
Publicó numerosos textos en antologías, revistas y periódicos.
Su primera novela fue Por qué se cuece el niño en la polenta.
Fue miembro del Centro PEN suizo-alemán.
Desde el otoño de 2001, Aglaja Veteranyi entró en una crisis mental, que la llevó a ahogarse en el lago de Zúrich en febrero de 2002.
Aglaja Veteranyi escribió novelas, poemas y obras de teatro. Especialmente sus textos autobiográficos, en los que procesó su difícil infancia, fueron muy elogiados por la crítica literaria. Su novela Das Regal der letzten Atemzüge (‘la estantería de los últimos alientos’) quedó sin terminar y fue publicada póstumamente.

## Premios
- 1998: beca de Residencia del Senado de Berlín
- 2000: premio Artístico de Literatura de Berlín
- 2000: premio Adelbert von Chamisso[3]
- Premio de Literatura de la ciudad de Zúrich

## Obra
- Ein Totentanz: Geschenke (‘Una danza de la muerte: regalos’); con grabados de Jean-Jacques Volz. Zúrich: Peter Petrej, 1999.
- Warum das Kind in der Polenta kocht (‘¿Por qué el niño hierve en la polenta’). Stuttgart: Deutsche Verlags-Anstalt, 1999, ISBN 3-421-05216-6.
  - Múnich: Taschenbuch-Verlag, 2001. ISBN 3-423-12908-5.
  - Warum das Kind in der Polenta kocht. Edición con xilografías de Katrin Stangl. Leipzig: Academia de Artes Visuales, 2004.

### Traducciones
- -     - Al español (2001): Por qué se cuece el niño en la polenta. Traducción: Stefan Schläfli. 192 p. ISBN 84-89618-78-X.[1]
    - Al rumano (2003).
    - Al húngaro (2003).
    - Al eslovaco (2004).
    - Al francés (2004).
    - Al inglés (2012)[4][5]

  - Versiones para teatro:
    - Ilka Schönbein: Mein eigen Fleisch und Blut (Chair de ma chair: ‘carne de mi carne’).
    - Nadine Schwitter: Warum das Kind in der Polenta kocht (‘¿Por qué el niño hierve en la polenta?’) StadtTheater Berna y Deutsches Schauspielhaus en Hamburgo (2010) y Teatro Bonn (2013).[6][7][8]

- Das Regal der letzten Atemzüge (‘La estantería de los últimos suspiros’). Stuttgart y Múnich: Deutsche Verlags-Anstalt, 2002. ISBN 3-421-05377-4. Múnich: Deutscher Taschenbuch-Verlag, 2004. ISBN 3-423-13217-5.[9][10]
  - Traducciones:
    - Al rumano (2003).
    - Al eslovaco (2006).
- Vom geräumten Meer, den gemieteten Socken und Frau Butter. Mit einem Nachwort von Werner Morlang (‘Desde el mar despejado, los calcetines alquilados y la Sra. Mantequilla. Con epílogo de Werner Morlang’). Múnich: Deutsche Verlags-Anstalt, 2004. ISBN 3-421-05832-6. Múnich: Deutscher Taschenbuch-Verlag, 2012. ISBN 3-423-14066-6
  - Traducciones:
    - Al polaco (2005).

### Cine
- Metzger, Ludwig (2003): Hier Himmel – Aglaja Veteranyi (‘aquí el cielo: Aglaja Veteranyi‘). Retrato de cine de SFDRS y WDR, por el canal 3sat, 2003.[16]